# Ángel Díaz (Sänger)
Ángel Díaz (José Lisandro Díaz; * 25. April 1928 in Buenos Aires; † 11. Dezember 1998), genannt El Paya, war ein argentinischer Tangosänger.

## Leben und Wirken
Díaz wurde 1948 als zweiter Sänger neben Jorge Casal in Florindo Sassones Orchester bekannt. 1949 wechselte er zu Alfredo Gobbi, wo Jorge Maciel sein Partner war. Mit Gobbi nahm er einen Walzer (Tu amargura) und zwei Tangos (No la traigas und Porque soy reo) auf. Anfang der 1950er Jahre trat er mit Angel D’Agostino in einer Karnevalssaison im Boca Juniors Club auf. Von 1950 bis 1956 war er neben Oscar Serpa, ab 1952 neben Horacio Deval Sänger im Orchester Horacio Salgáns, der bei Radio Belgrano eine eigene Show hatte: Así les brindo el tango.
Nach der Trennung von Salgán begann Díaz eine Laufbahn als Solist. Er trat in Cafés und Tanzsälen auf, unternahm Tourneen durch Argentinien und hatte Auftritte im Fernsehen. Gelegentlich begleitete ihn sein Freund Roberto Goyeneche. Später zog er sich zeitweise aus dem Musikleben zurück. Anfang der 1990er Jahre war er für eine Saison in Rubén Juárez’ Café Homero engagiert. 1992 trat er begleitet von Héctor Stamponi beim Festival de Tango de Granada auf. Mit dem Trio Osvaldo Berlingieris nahm er drei Titel für eine CD auf. Díaz starb während der Vorbereitung seines Auftritts beim Festival Internacional Buenos Aires Tango am Teatro General San Martín in seiner Garderobe an einem Herzinfarkt.